# Wacław Bajkowski
Wacław Bajkowski (ur. 31 grudnia 1875 we wsi Włostowice, zm. 11 kwietnia 1941 w Dachau (KL)) – polski adwokat, prezydent Lublina w latach 1916–1918, działacz społeczny.

## Życiorys
Urodził się we wsi Włostowice, obecnie dzielnica Puław, w rodzinie Hipolita, organisty w Puławach, i Pauliny Czerniewskiej. Zdał maturę w 1899 w gimnazjum rządowym w Lublinie, w 1903 ukończył studia prawnicze na Uniwersytecie Warszawskim, w 1908 ukończył aplikację adwokacką i założył kancelarię, którą prowadził do 1919. Od 5 września do 21 listopada 1915 pełnił obowiązki sędziego Trybunału Lubelskiego. Brał udział w organizowaniu samorządu miejskiego w Lublinie. W 1916 objął mandat radnego, 28 grudnia tego samego roku rada miejska powołała go na urząd prezydenta miasta, który sprawował do 28 marca 1918.
Rząd Jana Kucharzewskiego w dniu 9 lutego 1918 powołał go na stanowisko komisarza wyborczego w Lublinie przed wyborami do Rady Stanu Królestwa Polskiego. W 1919 otworzył kancelarię adwokacką w Zamościu. Działał w Stronnictwie Narodowym z ramienia którego kilka razy został wybrany do rady miejskiej w Zamościu.
Został aresztowany przez Gestapo 19 czerwca 1940, osadzony początkowo w Rotundzie Zamojskiej, następnie na Zamku w Lublinie. Wywieziono go do obozu koncentracyjnego Sachsenhausen i Dachau, tam 11 kwietnia 1941 został zamordowany.

## Życie prywatne
Był mężem Konstancji z Dobrowolskich, z którą miał troje dzieci: Jana, Tadeusza i Zofię (ur. 16 listopada 1907, zm. 30 stycznia 1996 w Opolu). W Zamościu mieszkali nad Bolesławem Leśmianem.

## Upamiętnienie
Od 2009 jedna z lubelskich ulic położona na starym mieście tuż przy gmachu Ratusza, wcześniej ulica Przystankowa nosi imię Wacława Bajkowskiego.